# Socialförsäkringsbalken
Socialförsäkringsbalken (2010:110) är en svensk lag som trädde i kraft i januari 2011.
Lagen är ett försök att samla lagstiftningen på socialförsäkringsområdet i en balk. Den ersätter ett 30-tal andra lagar och författningar som till exempel lagarna om allmän försäkring (sjukförsäkring och föräldraförsäkring), barnbidrag, bostadsbidrag, arbetsskadeförsäkring, förmåner vid funktionshinder samt olika ålderspensioner och efterlevandepensioner.  
Avsikten är att ge en bättre överskådlighet och en större säkerhet mot bristande enhetlighet i fråga om gemensamma regler och begrepp. Balken har även fått en omfattande lagteknisk och språklig bearbetning. Könsneutrala uttryck har eftersträvats.
Balken innehåller dock få materiella ändringar. Praxis har kodifierats i några fall.
Unionsrätten inom Europeiska unionen (EU) eller inom Europeiska ekonomiska samarbetsområdet (EES) eller avtal om social trygghet eller andra avtal som ingåtts med andra stater kan medföra begränsningar i tillämpligheten.
Det har ansetts praktiskt att balken enbart tillämpas på de förmåner som avser tiden efter ikraftträdandet. Detta betyder att de materiella reglerna i de lagar som upphävts ska tillämpas om de avser tiden före 1 januari 2011.
Handläggningsreglerna i socialförsäkringsbalken ska dock tillämpas på alla ärenden.